# پروانه‌شناسی

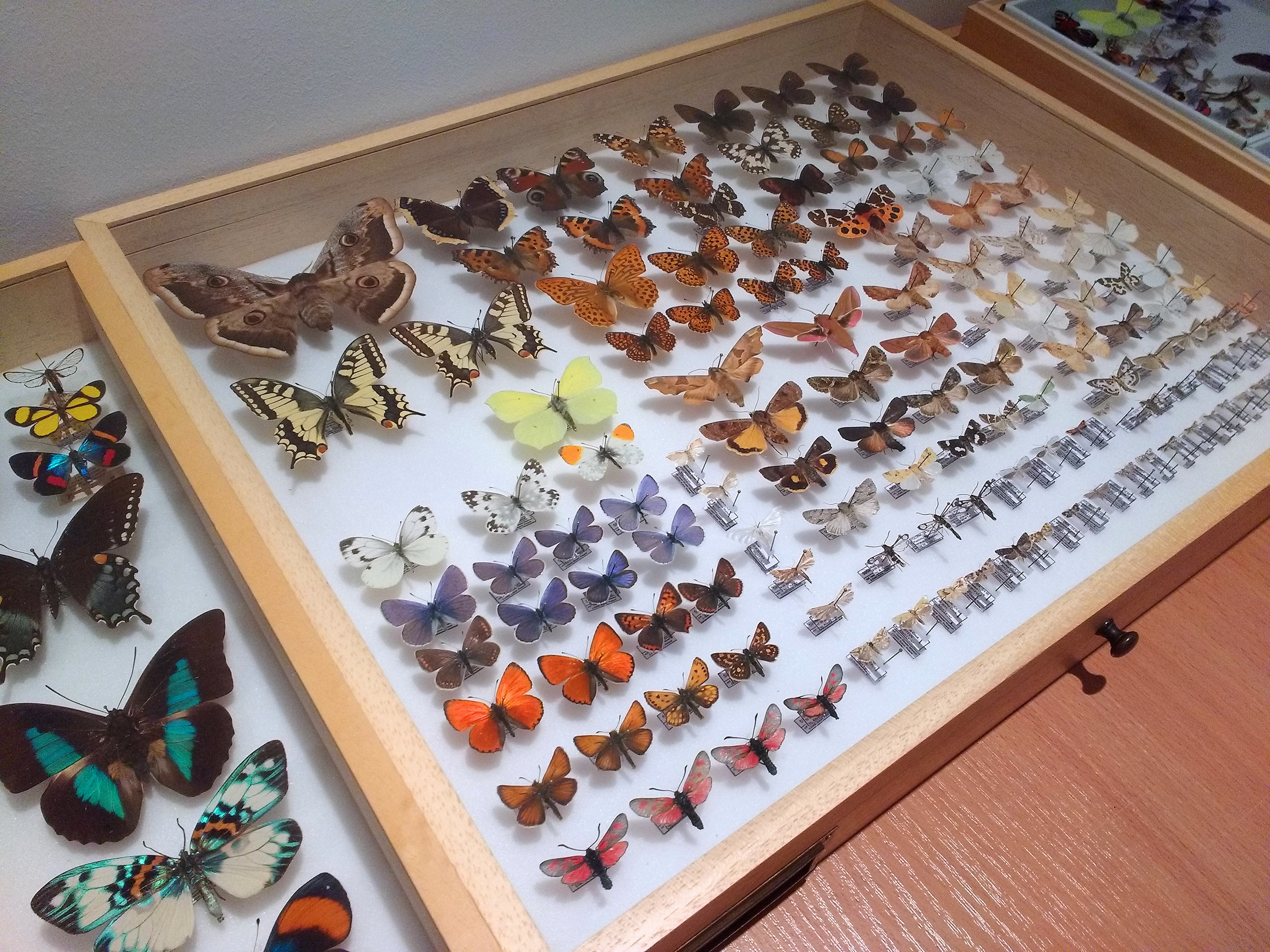
کشوی نمونه Lepidoptera در مجموعه موزه‌ای در لهستان

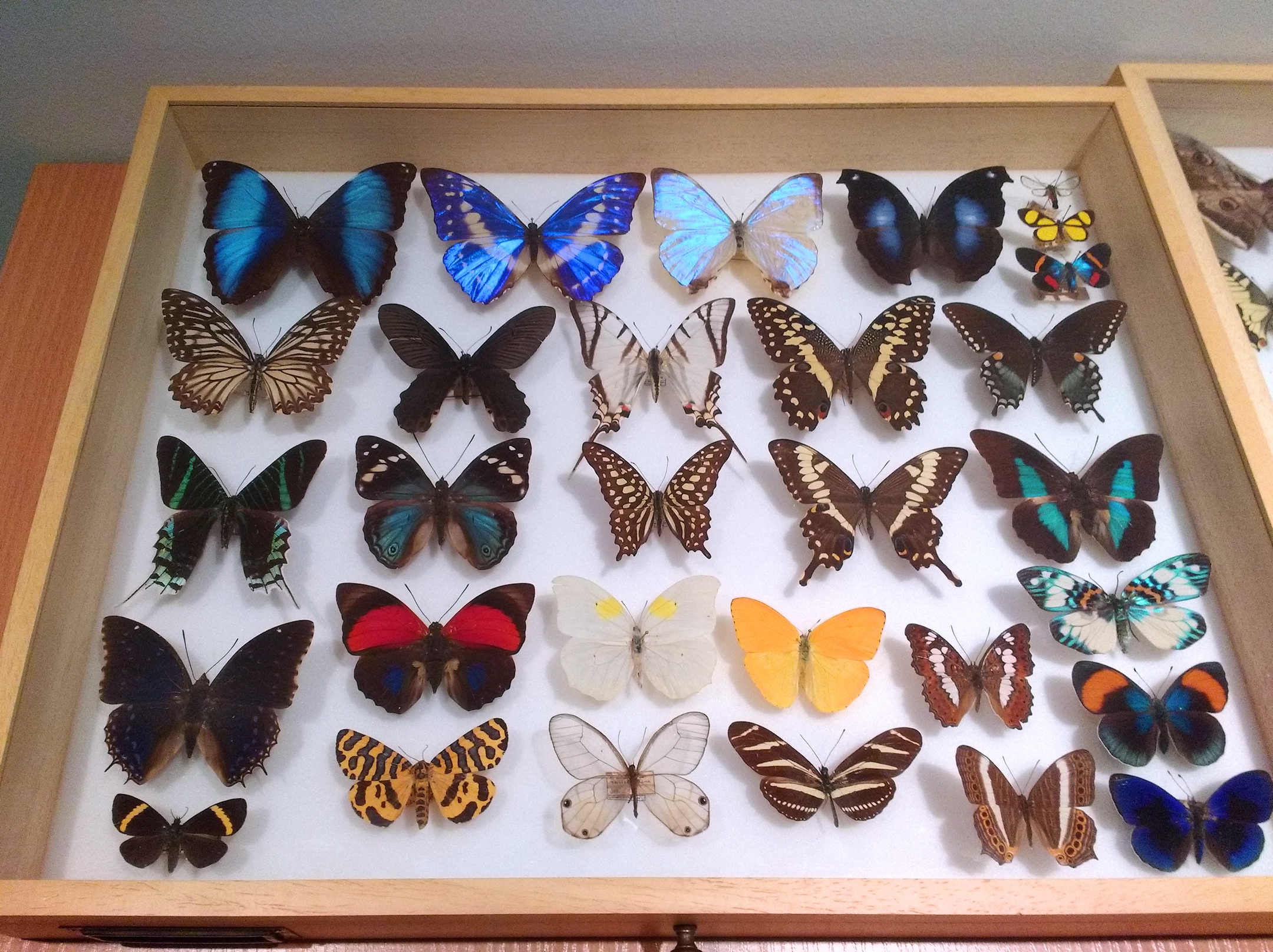
یکی دیگر از کشوهای نمونه Lepidoptera در یک مجموعه موزه در لهستان

پروانه‌شناسی (به انگلیسی: Lepidopterology) (از یونانی باستان  λεπίδος (lepídos) «scale»,  πτερόν (pterón) «wing», and  -λογία (-logia)) شاخه‌ای از حشره‌شناسی است که به مطالعه علمی پروانه‌ها و سه بالاخانواده پروانه‌ها می‌پردازد. کسی که در این زمینه تحصیل می‌کند یک پروانه‌شناس یا به‌طور باستانی یک اورلیان (aurelian) است.

## خاستگاه‌ها
پس از رنسانس، ظهور «پروانه‌شناس» را می‌توان به افزایش علاقه به دانش، طبیعت و محیط پیرامون نسبت داد. هنگامی که لینه ویرایش دهم سامانه طبیعت را در سال ۱۷۵۸ نوشت، در گذشته «مجموعه قابل توجهی از آثار چاپ‌شده دربارهٔ تاریخ طبیعی پروانه‌ها» وجود داشت (کریستنسن، ۱۹۹۹).

## پروانه‌شناسان سرشناس
برخی از پروانه‌شناسان برجسته عبارتند از یا بوده‌اند:
- پر اولوف کریستوفر آوریویلیوس از سوئد: پروانه‌های آفریقا
- آندری آوینوف از روسیه و ایالات متحده آمریکا: پروانه‌های آسیای مرکزی و جامائیکا
- هنری تیباتز استینتون انگلستان: میکرولپیدوپترها
- Jules Léon Austaut فرانسوی: متخصص در پارناسیوس
- اتو واسیلیویچ برمر از روسیه: پروانه‌های سیبری و آمور
- جان هنری زالو انگلیسی: پروانه‌های چین
- شونن ماتسومورا ژاپنی: پروانه‌های ژاپن
- هانس شورشی اتریش: پروانه‌های قلمرو دیرین‌شمالگان
- ماریا زیبلا مریان از جمهوری هلند: پروانه‌ها و شب‌پره‌های سورینام
- Ruggero Verity ایتالیا: پروانه‌های دیرین‌شمالگان
- هانس فروهستورفر آلمانی: پروانه‌های جهان، به ویژه جاوا
- ادوارد مایریک از انگلستان: میکرولپیدوپتر
- هرمان استرکر از ایالات متحده آمریکا: پروانه‌های قاره آمریکا
- آنتونی والتا مالت: پروانه‌های مالت
- مارگارت فونتین انگلستان: اروپا، آفریقای جنوبی، هند، تبت، آمریکا، استرالیا و هند غربی.
- ادنا موشر از کانادا: طبقه‌بندی لپیدوپترا بر اساس ویژگی‌های شفیره‌ها